# KV8
KV8 (Kings' Valley 8) è la sigla che identifica una delle tombe della Valle dei Re in Egitto; era la tomba di Merenptah, 13° figlio e successore di Ramses II (XIX dinastia), che salì al trono in età avanzata (forse 70 anni) a causa del lungo regno paterno.

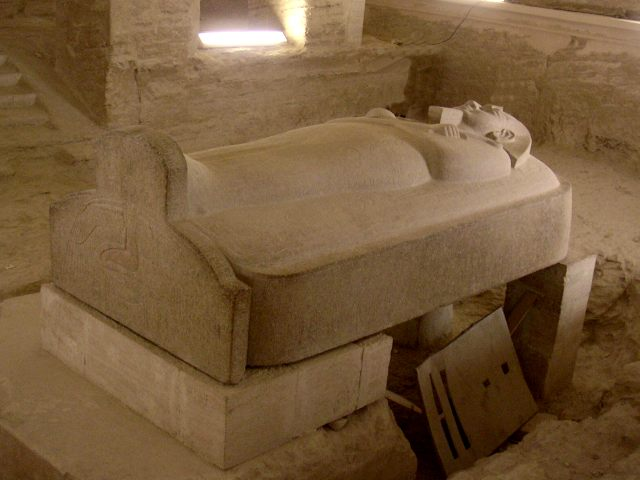
Sarcofago di Merenptah

La posizione della tomba KV8 era nota fin dall’antichità. Venne mappata e rilevata da Richard Pococke nel 1737-1738, ugualmente mappata e rilevata dalla spedizione napoleonica del 1799 e poi, nuovamente, da 
James Burton e Robert Hay nel 1825. La spedizione franco-toscana di Ippolito Rosellini ne eseguì i rilievi epigrafici nel 1828-1829 e Karl Richard Lepsius ne eseguì il primo scavo nel 1844-1845. Nel 1904-1905 Howard Carter eseguì scavi sistematici e appose un cancello in ferro, per proteggerla, illuminandola elettricamente     
Durante la campagna di scavo Carter rinvenne i resti dei sarcofagi, di vasi canopici e un ostrakon con la rappresentazione della sequenza dei sarcofagi.

## Architettura
La tomba KV8 rappresenta, planimetricamente, un momento di passaggio tra le tombe della XIX dinastia, con andamento abbastanza lineare, ma che ancora risentono delle strutture contorte della XVIII, e quelle rettilinee della XX.
Si sviluppa con andamento lineare: all’ingresso seguono tre corridoi discendenti che terminano in una prima anticamera su cui si apre una camera laterale. Un altro corridoio in discesa adduce a un vestibolo, ove si trova il coperchio del sarcofago più esterno, e da questo un ulteriore corridoio discendente porta alla camera funeraria con soffitto a volta, sorretto da otto pilastri, in cui si trova il coperchio del sarcofago più interno in posizione ortogonale rispetto al corridoio di accesso, in granito rosa, sovrapposto ad un'infossatura nel pavimento.

## I sarcofagi
Il coperchio del sarcofago più esterno, lungo oltre 4 m e che doveva essere alto almeno 2 m, venne posizionato nel vestibolo insieme a parte dei frammenti del medesimo.  
Tale doveva essere l’imponenza di questo sarcofago che, per farlo passare nei corridoi, vennero abbattuti gli stipiti in pietra delle porte sostituiti, poi, con altrettanti manufatti in muratura.
Il coperchio del secondo sarcofago, pure in granito rosso, è quello giacente nella camera funeraria rinvenuto intero, ma capovolto, da Carter nel 1904 unitamente a circa un quinto dei pezzi che componevano l’intera struttura. È in forma di cartiglio e rappresenta il re mummiforme. Entrambi i sarcofagi più esterni erano decorati con capitoli del Libro delle Porte e dell’Amduat.
Il terzo sarcofago, in granito rosso, con coperchio rappresentante il re mummiforme e indicante Merenptah quale principe ereditario, venne rimosso durante la XXI dinastia per essere usato nella sepoltura, a Tanis, del faraone Psusennes I. È probabile che proprio in tale occasione venne rimosso il coperchio oggi nel vestibolo e danneggiato il secondo sarcofago.
Del quarto sarcofago più interno, in calcare, restano oggi solo un largo pezzo della parte pediera e delle pareti laterali. Le dimensioni, tuttavia, lasciano intendere che lo stesso doveva, a sua volta, contenere uno o più sarcofagi antropomorfi, il che sarebbe confermato da un ostrakon rinvenuto da Carter tra i detriti, che rappresenta, appunto, lo sviluppo dei sarcofagi di questa tomba.
Carter, nei suoi scavi del 1905-1906, rinvenne anche un frammento di vasi vasi canopici; altri frammenti, provenienti dalle stesse suppellettili, e rappresentanti le teste di Duamutef ed Imset, vennero rinvenuti da Edwin C. Brock nelle campagne di scavo 1985-1988.

## Le decorazioni
Tutti i corridoi sono decorati (dall’esterno verso l’interno) con scene del re al cospetto di Ra-Horakhti, da capitoli delle Litanie di Ra e del Libro delle Porte, dell’Amduat. Una delle camere laterali della prima anticamera è dedicata a Ramses II.
Continuano, nei corridoi, scene dal Libro dei Morti e della Cerimonia di apertura della bocca e degli occhi, mentre la camera funeraria presenta alle pareti capitoli dal Libro delle Porte e dal Libro delle Caverne. La volta della camera è decorata con un soffitto astronomico.
Particolarmente interessante la rappresentazione, nel vestibolo, del dio dei morti, Osiride, che reca un pettorale iscritto con il nome del re a simboleggiare la identificazione del re con il dio dell’oltretomba.

### Annotazioni
1. ↑  Le tombe vennero classificate nel 1827, dalla numero 1 alla 22, da John Gardner Wilkinson in ordine geografico. Dalla numero 23 la numerazione segue l’ordine di scoperta.
2. ↑  Ramses II, tomba KV7 visse forse 90 anni e regnò per  oltre 65 anni.
3. ↑  Già nel 1903 Carter, in qualità di Capo Ispettore delle Antichità dell’Alto Egitto, responsabile della Valle dei Re, aveva fatto illuminare elettricamente (lampade da 10, 16 o 32 candele) sei tombe: KV6, KV9, KV11, KV16, KV17, KV35, installando il generatore nella KV18.
4. ↑  Si considera che i frammenti qui rinvenuti corrispondano ad un terzo delle dimensioni complessive del sarcofago più grande.
5. ↑  Edwin Brock (1946-2015), egittologo statunitense collegato al Theban Mapping Project.

### Fonti
1. ↑  vedi: informazioni turistiche
2. ↑  Alberto Siliotti (2010), p. 58.
3. 1 2  Alberto Siliotti (2010), p. 59.
4. 1 2 3  Reeves & Wilkinson (2000), p. 149.
5. ↑  Entrambi i reperti oggi al British Museum.
6. ↑  Reeves & Wilkinson (2000), p. 147.
7. ↑  Alberto Siliotti (2010), p. 61.
8. ↑  Reeves & Wilkinson (2000), p. 148.